# Santiz
Santiz település Spanyolországban, Salamanca tartományban. Santiz Alfaraz de Sayago, Peñausende, Mayalde, Valdelosa és Palacios del Arzobispo községekkel határos. Lakosainak száma 229 fő (2024).

## Népesség
A település népessége az elmúlt években az alábbi módon változott:
| Lakosok száma | 293  | 288  | 276  | 269  | 256  | 247  | 242  | 249  | 254  | 229  |
|               | 2001 | 2004 | 2007 | 2009 | 2012 | 2014 | 2017 | 2019 | 2022 | 2024 |